# Ineson-Gletscher
Der Ineson-Gletscher ist ein Gletscher auf der westantarktischen James-Ross-Insel. Er fließt in nordwestlicher Richtung zur Gin Cove.
Das UK Antarctic Place-Names Committee benannte ihn 1984 nach dem Geologen Jonathan Ralph Ineson (* 1955), der zwischen 1981 und 1983 für den British Antarctic Survey in diesem Gebiet tätig war.